# Instapoesie
Der Begriff Instapoesie, im Englischen instapoetry, ist eine Kontamination der Wörter Instagram und Poesie bzw. poetry. Unter Instapoesie wird Lyrik verstanden, die zum Zweck der Veröffentlichung auf dem sozialen Netzwerk Instagram geschaffen wird. Umstritten ist jedoch, ob und inwiefern Instapoesie der Lyrik zugeordnet oder als eigene Gattung definiert werden kann, da sie eigenen Regeln und Mechanismen folgt und neue Zielgruppen erreicht, was auf das Medium der Veröffentlichung zurückzuführen ist.

## Geschichte
Instapoesie stellt eine neue Möglichkeit dar, um Lyrik im Internet zu verbreiten und zu konsumieren. Die Veröffentlichung von Gedichten im digitalen Raum ist jedoch ein Phänomen, das es bereits seit den 1990er Jahren gibt und sich nicht auf Instagram beschränkt, sondern auch etwa auf Facebook, Tumblr, Twitter und WordPress auffindbar ist, weshalb James Morgan Rue als Überbegriff social media poetry vorschlägt.
Ursprünglich war Instapoesie eine kleine Form der digitalen Literatur, die im Laufe der Zeit großen Einfluss gewann und die literarische Welt der Gegenwart zunehmend prägt. Während traditionelle Lyrik von vielen als veraltete Kunstform und irrelevant für den Alltag wahrgenommen wird, erfährt Instapoesie mitunter aufgrund ihrer meist universellen Themenwahl, ihrer einfachen Sprache, ihrer digitalen Teilbarkeit und ihres Inspirationscharakters immer mehr Zuspruch. Laut Kate Kovalik und Jen Scott Curwood gehört sowohl die Vervielfältigung als auch die Rezeption digitaler Kunst heutzutage zum Alltag vieler junger Menschen. Dementsprechend wird vor allem die junge Generation, insbesondere Frauen zwischen 14 und 24 Jahren, von Instapoesie angesprochen.
Noch nie beteiligten sich so viele Menschen an der Produktion, Distribution und Rezeption von Lyrik wie heutzutage an Instapoesie. Niels Penke spricht daher von einer neuen Hochphase der Lyrik und geht davon aus, dass in den letzten Jahren keine andere Gattung einen derartigen Aufschwung erlebte. Gleichzeitig kommt es jedoch auch vermehrt zu Kritik an dieser, etwa von einer der bekanntesten Kritiker der Instapoesie, Rebecca Watts.
Instapoeten sind mittlerweile so populär, dass sie primär durch ihre Follower, Likes, Shares, Kommentare und Ähnliches auf Instagram einen Popstarstatus erlangen können. Daher wird von einigen behauptet, dass Instapoeten Lyrik wieder „cool“ gemacht haben. Der mögliche Einfluss von Instapoesie auf Lyrik im Allgemeinen ist jedoch umstritten: Auf der einen Seite könnte die Beliebtheit der Instapoesie dazu führen, dass Lyrik generell wieder einen Aufschwung in der Gesellschaft erfährt. Auf der anderen Seite könnte Instapoesie auch schlichtweg ein Phänomen der Populärkultur bleiben und langfristig keinen bedeutenden Einfluss auf die (analoge) literarische Welt haben.

### Instapoesie als digitale Literatur
Instapoesie kann grundsätzlich als digitale Literatur der dritten Generation klassifiziert werden. Charakteristisch für diese ist eine starke Abhängigkeit von Medien und kapitalistischen Mechanismen sowie ein Nebeneinander von Bild und Text. Sie kann außerdem als moderne Transliteratur aufgefasst werden, da sie als digitales Medium nicht an einen geographischen Raum gebunden ist. Als digitale Literatur und der damit einhergehenden Unüberschaubar- und Unkontrollierbarkeit des Internets besteht zudem die Gefahr des Plagiats, weshalb viele Instapoeten mit Identifikationsmarkern auf ihren Beiträgen arbeiten oder ihre Follower in der Profilbiografie bitten, die Quelle stets anzugeben. Non-Fungible Token (NFT) sind ein weiterer Weg, um die Gedichte abzusichern, aber auch kommerziell erfolgreich zu positionieren. 2022 wurde das Arch Hades' Langgedicht Arcadia mit einem Soundtrack von RAC (i.e. André Allen Anjos) und einem abstrakten YouTube-Video bei Christie’s für mehr als eine halbe Million Dollar verkauft, noch bevor der Gedichtband erschienen ist.
Insofern Instapoesie auf der frei zugänglichen Plattform Instagram veröffentlicht wird, werden traditionelle Lektorats- und Distributionsmechanismen für diese überflüssig und es entwickeln sich neue Möglichkeiten, um mit Literatur umzugehen. Leser haben auf Instagram nicht nur einen direkteren Zugang zu den Autor, sondern entscheiden auch – gemeinsam mit dem Instagram-Algorithmus – wer groß gemacht bzw. angezeigt wird, wodurch es zu einer Abwendung vom weißen, männlichen Kanon kommt und es jenen Personen ermöglicht wird, eine Stimme in der literarischen Welt zu bekommen, die sich unterrepräsentiert oder ausgeschlossen fühlen. Diese Möglichkeit der Gemeinschaftsbildung abseits der dominanten Kultur wird von Instapoeten wie die auf Instagram vorherrschende Feedbackkultur in Kommentaren oder persönlichen Nachrichten und die emotionale Unterstützung der Follower gelobt, obgleich angemerkt wird, dass die konstruktive Kritik mittels Kommentaren ab- und einfache Likes als auch Hasspostings sowie unkonstruktive Diskussionen zunehmen.

### Gedruckte Instapoesie
Mittlerweile dient Instapoesie vielen Schreibenden als Sprungbrett in die analoge Literaturwelt. Zwar gibt es Instapoeten, die sich auf Instagram als Publikationsmedium beschränken, einige veröffentlichen jedoch auch gedruckte Bücher, die im Gegensatz zur kostenfreien Konsumation auf Instagram käuflich zu erwerben sind. Indem Instapoeten zuerst ein möglichst breites globales Publikum im digitalen Raum erzielen, soll ein grundlegender Bekanntheitsgrad generiert werden, um fortan auch analogen Erfolg haben zu können.
Gedruckte Instapoesie fördert jedoch nicht nur die Einnahmen der Instapoeten, sondern dient auch der Popularitätsförderung. Die jeweiligen Instagramprofile werden wiederum als Marketingtools für analoge Bücher, digitale Gedichte und die eigene Person genutzt, wodurch ein Kreislauf entsteht. Zusätzlich nutzen Instapoeten das soziale Netzwerk, um etwa Buchrabatte, neue Ausgaben und Tourdaten anzukündigen.
Gedruckte Instapoesie beinhaltet meist mehr als die auf Instagram frei zugänglichen Gedichte, um Leser zum Kaufen anzuregen. Sie unterscheidet sich von traditioneller gedruckter Lyrik, insofern die Gedichte zu einem Großteil ursprünglich auf Instagram veröffentlicht wurden und damit von dortigen visuellen Strategien und der für Instapoesie typischen Nebeneinanderstellung von Gedichten, Bildern und Illustrationen beeinflusst sind. Da jedoch die für digitale Instapoesie wesentlichen Funktionen von Instagram, wie Kommentare, Reposts und Likes, in analogen Formen nicht mehr vorhanden sind, ähnelt sie gedruckt mehr traditioneller Lyrik als digital und wirkt gleichzeitig aufgrund des Medienwechsels und der damit einhergehenden divergierenden Lesart im Vergleich zu traditioneller Lyrik immer wieder banal.
Von 2016 bis 2017 verdoppelte sich die Zahl der verkauften Bücher von Instapoeten in den USA, sodass im Jahr 2017 ebendiese fast die Hälfte (47 %) aller verkauften Lyrikbände ausmachten. Insgesamt begannen 12 der 20 (60 %) meistverkauften Poet der USA im Jahr 2017 ihr Schreiben auf Instagram, wie beispielsweise Amanda Lovelace, r.h. Sin und Atticus. Der erfolgreichste US-amerikanische Verlag im Bereich der Instapoesie, bei dem nicht nur etwa Rupi Kaur, sondern auch r.h. Sin und Amanda Lovelace veröffentlicht wurden, ist Andrews McMeel.
Die hohen Verkaufszahlen von gedruckter Instapoesie bezeugen den Einfluss sozialer Netzwerke auf den Literaturbetrieb und machen Instapoesie gemeinsam mit den hohen Follower zur ersten stark profiteinbringenden Form der digitalen Literatur.
Die meistverkaufte Instapoetin ist Rupi Kaur. Ihr Lyrikband milk and honey (Andrews McMeel 2015) gilt als bislang erfolgreichster des 21. Jahrhunderts. Bevor sie 2013 zu Instagram wechselte, veröffentlichte sie bereits Gedichte auf Tumblr. Heute gilt ihr Instagramprofil als exemplarisch für jene von Instapoeten: Sie teilt sowohl Gedichte mit selbstgemalten Illustrationen als auch Fotos und weitere Bilder, verwendet immer die gleiche Schriftart, missachtet die Groß- und Kleinschreibung, benutzt eine klare Sprache, beschränkt ihre Interpunktion auf Punkte und publiziert meist kurze Gedichte mit häufig ermutigenden Aussagen. Die von Kaur behandelten Themen, wie beispielsweise Gewalt, Schmerz, Missbrauch, Liebe, Sexualität, Weiblichkeit, Feminismus, Ethnizität, Trauma und Macht sind nicht nur typisch für Instapoesie, sondern sprechen auch die größte Zielgruppe, junge Frauen, bei Kaur insbesondere junge Women of Color, an.

## Merkmale

### Form
Die Ästhetik der Profile von Instapoeten ist häufig ähnlich: Auf einem leeren, oft weißen, teilweise marmorierten Hintergrund werden mit einer schreibmaschinenähnlichen schwarzen Schrift und immer wieder ohne Rücksicht auf Groß- und Kleinschreibung zwischen ein bis fünfzehn meist freie Verse aufbereitet.
Charakteristisch für Instapoesie sind zudem intermediale und multimodale Elemente, also die stetige Verbindung von Text und Bild mit Anleihen zur visuellen Poesie. Mitunter wird davon ausgegangen, dass ebendiese Kombination das Leseverständnis erleichtern soll. Da in den Bildern und in der Bildbeschreibung nur wenig Platz für Text bleibt, ist vor allem die Kombination von Text und Bild (seltener Video und Audio) ausschlaggebend für die individuelle Ästhetik und „Marke“ eines Instapoeten oder einer Instapoetin. Auch die Handwerklichkeit und Singularität des eigenen Schaffens wird mit Hilfe von Bildern hervorgehoben, wenn beispielsweise ein handgeschriebenes Gedicht in einem Notizbuch abfotografiert und dann auf Instagram hochgeladen wird. Um sich mit der eigenen Ästhetik vom Rest Instagrams abzuheben und im Feed möglichst auffallend zu sein, gibt es auch immer wieder Kollaborationen mit Illustrator und Fotograf. Zusätzlich werden Hashtags verwendet, um möglichst effizient auffindbar zu sein, aber auch, um die Gedichte näher zu beschreiben und das Verständnis der Leser zu unterstützen.
Da Instapoesie an die Formvorgaben von Instagram und damit eine gewisse Zeichenanzahl pro Beitrag bzw. Bild gebunden ist, ist sie außerdem meist relativ kurz und auf eine bewusste Wortwahl angewiesen. Dieser notwendige Minimalismus ist insofern untypisch für die heutige Zeit, da formale Normen im Bereich der (analogen) Lyrik immer mehr aufgebrochen werden. Weitere Formalitäten gibt Instagram jedoch nicht vor.
Die Kürze und Einfachheit der Instapoesie kann symbolisch für schnelllebige und leistungsfordernde Gesellschaften gesehen werden, in denen nur wenig Zeit bleibt, sich mit (traditioneller, komplexer) Lyrik zu beschäftigen. In diesem Sinne wurde Instapoesie etwa als „fidget-spinner-poetry“ bezeichnet. Die simple und klare Sprache sowie die Kürze der Gedichte machen Instapoesie letztlich zu etwas Alltäglichem, das in kleinen Dosen überall und jederzeit ohne großen Aufwand verfügbar ist. Zudem eignen sich kurze Texte besser für die Aufbereitung in Massenmedien. Instapoeten loben dahingehend die einfache und alltägliche Produktion und Publikation von Instapoesie in der jederzeit zugänglichen App.
Unklar ist, wie sich die Rezeption von Instapoesie im Vergleich zu anderen Medien unterscheidet. Festgehalten werden kann allerdings, dass Lyrik auf Instagram aufgrund ihrer Kürze zunehmend „gesehen“ und nicht gelesen wird, wodurch neue Lesarten entstehen.

### Inhalt
Die in Instapoesie behandelten Themen sind meist sehr subjektiv und stärker von Gefühlen beeinflusst als es bei traditionellen Gedichten der Fall ist. Aufgrund dessen haben sie immer wieder einen Inspirationscharakter und ähneln Aphorismen. Lili Pâquet beschreibt Instapoesie dementsprechend als Verbindung von Lyrik und Selbsthilfeliteratur und hebt den Ermutigungscharakter und damit den im Gegensatz zum Inhalt häufiger zentralen Effekt von Instapoesie hervor, der Menschen unter anderem dazu verhelfen können soll, psychische Probleme zu überwinden. Instapoeten benutzen in diesem Sinne auch immer wieder Hashtags wie #inspirationalquote, #healing und #selflove.
Der Ursprung des in Instapoesie häufig vorhandenen Stils wird in der Romantik verortet, in der die Sensibilität der Schreibenden im Vordergrund stand. Diese Epoche war jedoch im Gegensatz zur Instapoesie, die häufig von Women of Color produziert wird, stark männlich geprägt. Dementsprechend unterscheiden sich auch die angesprochenen Themen. So stehen in Instapoesie etwa Weiblichkeit, Geschlechterungerechtigkeit, Sexualität, sexualisierte Gewalt, Vergewaltigung, Missbrauch, Ethnizität, Selbstverletzung, Selbstliebe, Verlust, Ermutigung und Identität im Zentrum.

## Kritik
Die Kritik an Instapoesie kann damit zusammengefasst werden, dass ihr jeglicher kultureller Wert abgesprochen wird. So wurde Instapoesie etwa abwertend als „McDonald’s writing“ bezeichnet und als narzisstische Ausdrucksform des Kapitalismus beschrieben, die insbesondere von einer jungen, ängstlichen Generation in Anspruch genommen wird, die lediglich nach Ablenkung sucht. Mittlerweile gibt es auch Instagramprofile, die Instapoesie satirisch behandeln, wie beispielsweise von Thom Young.
Die häufigste Kritik an Instapoesie ist, dass sie banal, nicht tiefgründig genug, zu wenig durchdacht, zu einfach, langweilig, kommerzialisierend, verallgemeinernd, zu sentimental und zu wenig an analoge Lyriktraditionen gebunden sei. Dies ist unter anderem auf die in Instapoesie beliebten universellen Themen, die Klischeefallen darstellen, und die Einfachheit der Gedichte sowohl in Bezug auf den Inhalt als auch die Form zurückzuführen. Dementsprechend werden außerdem schlecht gewählte, simple oder weit verbreitete Metaphern und Tropen, einfache Zeilensprünge und ästhetische sowie stilistische Ähnlichkeiten innerhalb der Instapoesie kritisiert.
Da Instapoesie schlichtweg von einem anderen Medium als traditionelle Lyrik abhängig und damit grundlegend different ist, kann der kulturelle Wert im Vergleich zu dieser nur schwer festgehalten werden. Aufgrund der Degradierung von Instapoesie als kulturell irrelevantes und lediglich der Populärkultur zuordenbares Phänomen wurde Instapoesie bislang kaum wissenschaftlich behandelt.